# Karen Johanne Nielsen
Karen Johanne Nielsen (født 16. december 1865 i Hammer i Hammer Sogn
 - død 24. juli 1905 i Vejle) var en dansk fotograf med speciale i portrætter.

## Liv
Karen Johanne var barn af gårdmand Jacob Nielsen (født cirka 1838) og hans kone Kirsten Jensen (født 16. oktober 1835 i Uldum sogn ). Den 23. februar 1879 døde faren. Ved folketællingen i 1880 boede moren sammen med Karen Johanne og hendes søskende, Niels Mikkelsen Nielsen (født cirka 1870) og Maren Teresia Anna (født cirka 1876) samt tre tjenestefolk på gården. 
Ti år senere, i 1890, boede moren alene med Maren på gården, som var bortforpagtet. Karen Johanne var på dette tidspunkt tyende på Voerladegaard Kro.
I 1897 var Karen Johanne flyttet fra Give til Vandel, hvor hun den 6. august 1897 åbnede et fotografatelier ved Vandel station. Hun signerede sine fotografier med Johanne Nielsen. Ifølge folketællingen fra 1901 boede hun sammen med sin mor i Vandel. Hun virkede som fotograf i Vandel indtil marts 1905, hvor hun pga. sygdom blev nødt til at lukke sit atelier. Den 24. juli døde hun af tuberkulose på Vejle Sygehus. Hun blev begravet på Vejle Nyeste Kirkegaard, i dag Østre Kirkegård.

## Links
- Johanne Nielsen, Vandel Station, fotograf 1897-1905 på fotohistorie.com